# 7 Batalion Telegraficzny

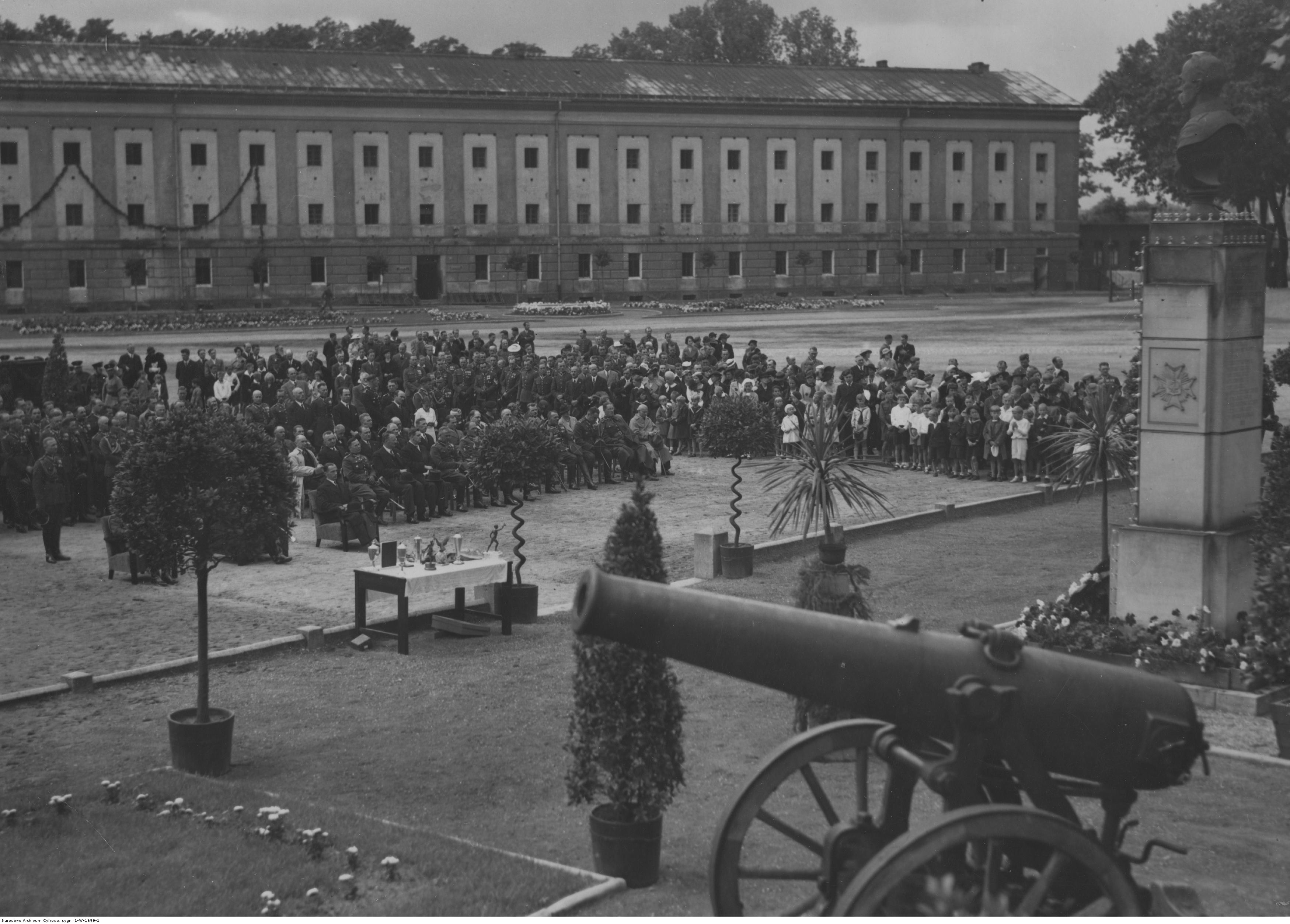
Święto 7 btlgr w Poznaniu 19 czerwca 1937 – uroczysta msza św.

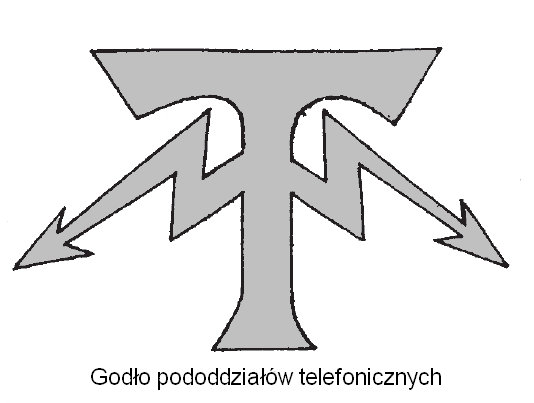

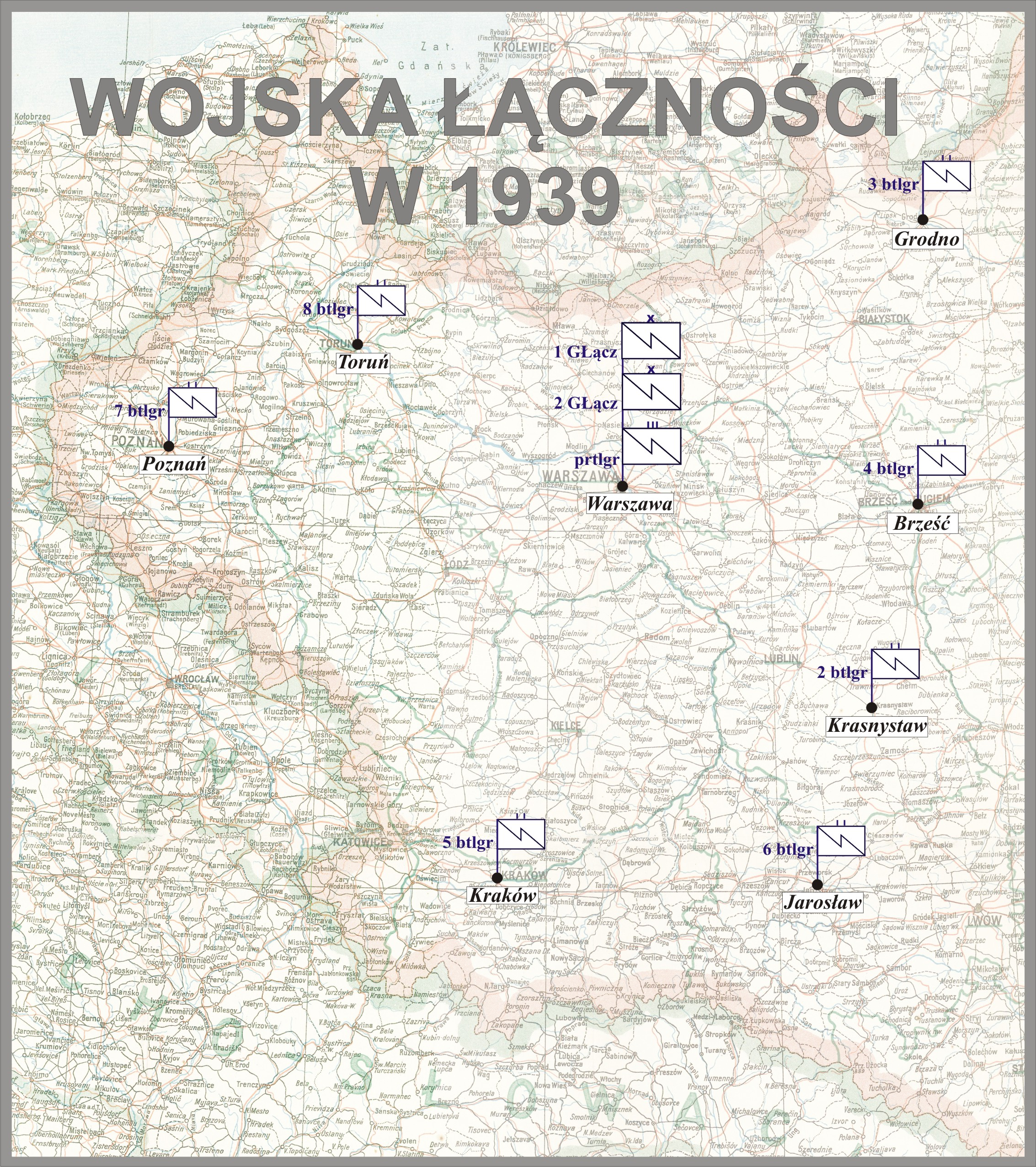
Wojska Łączności w 1939 przed wybuchem II wś

7 batalion telegraficzny (7 btlgr) – oddział łączności Wojska Polskiego w II Rzeczypospolitej.
1 czerwca 1919 głównodowodzący Siłami Zbrojnymi w byłym zaborze pruskim, generał piechoty Józef Dowbor-Muśnicki zatwierdził rozkaz „formacja i zadanie baonu telegraficznego”. Zadaniem baonu było zapewnienie łączności sztabowi korpusu lub „wyższemu sztabowi” oraz dywizji strzelców, a także przygotowanie i przeszkolenie kadr dla nowych formacji łączności.
Zgodnie z etatem w skład baonu wchodziła kompania sztabowa (nr 1) i trzy kompanie polowe (nr 2-4). Kompania sztabowa przeznaczona była wyłącznie do obsługi sztabu korpusu lub wyższego sztabu. Kompanie polowe nr 2 i 3 miały obsługiwać dywizje strzelców i w tym celu mogły być „detaszowane” do miejsc postoju sztabów dywizji. Kompania polowa nr 4 była pododdziałem szkolnym i rezerwowym.
15 maja 1931 Minister Spraw Wojskowych zatwierdził dzień 27 lipca, jako datę święta batalionowego.
Batalion stacjonował w Poznaniu.

## Wielkopolscy telegrafiści
Dowódcy batalionu
- mjr / ppłk łącz. Alfred Wallner (VI 1926[4] – 1 IV 1934 → dyspozycja Ministra Poczt i Telegrafu[5])
- mjr łącz. Romuald Najsarek (1934 – X 1935 → dyrektor nauk CWŁ)
- mjr / ppłk dypl. łącz. Stanisław Jamka (X 1935 – VII 1939 → dowódca łączności Armii „Modlin”)
- mjr Roman Banaszak (p.o. VII – VIII 1939)
- mjr Kazimierz Korasiewicz (ostatni dowódca)

Zastępcy dowódcy batalionu
- mjr łącz. Romuald Najsarek (X 1932[6] – 1934 → dowódca baonu)
- mjr łącz. Roman Łączyński (od XII 1934[7])
- mjr łącz. Roman Banaszak

Oficerowie
- mjr łącz. Jan Kaczmarek
- kpt. łącz. Kazimierz Jasnoch
- por. łącz. Mieczysław Potocki
- por. łącz. rez. Kazimierz Starkowski

Podoficerowie
- st. sierż. Michał Garczyk

Organizacja i obsada personalna w 1939
Pokojowa obsada personalna batalionu w marcu 1939 roku:
- dowódca batalionu – ppłk dypl. Stanisław Jamka
- I zastępca dowódcy – mjr Roman Banaszak
- I zastępca dowódcy [dubler] – mjr kontr. Arystarch Laszenko
- adiutant – por. Władysław Baranowski[9]
- lekarz – kpt. lek. Roman Sarnecki
- II zastępca dowódcy [kwatermistrz] – mjr Kazimierz Lewandowski
- oficer mobilizacyjny – kpt. adm. (łącz.) Jan IV Piotrowski
- zastępca oficera mobilizacyjnego – por. Stefan Miechowicz
- oficer administracyjno-materiałowy – kpt. adm. (łącz.) Stefan Meyer
- oficer gospodarczy – kpt. int. Zygmunt Wilczyński
- oficer żywnościowy – chor. Józef Janke
- dowódca kompanii obsługi – kpt. adm. (piech.) Piotr Piątkowski
- dowódca 1 kompanii – kpt. Włodzimierz Michał Brągiel
- dowódca plutonu – ppor. Władysław Zapaśnik
- dowódca plutonu – ppor. Edmund Heliodor Wenzel
- dowódca 2 kompanii – por. Stefan Jodłowski
- dowódca plutonu – ppor. Tadeusz Wacław Szewczyk
- dowódca plutonu – ppor. Stanisław Antoni Senisson
- dowódca 3 kompanii – por. Józef Gil
- dowódca plutonu – ppor. Stefan Lipiński
- dowódca plutonu – ppor. Czesław Wiktor Ciupak
- dowódca 4 kompanii – por. Józef Żabówka
- dowódca plutonu – por. Tadeusz Cichocki
- dowódca plutonu – ppor. Paweł Franciszek Józef Wilhelm Zimny
- dowódca 5 kompanii – por. Ryszard Rejnert
- dowódca plutonu – ppor. Feliks Walczyński
- dowódca parku – kpt. Marian Lekszycki

## Symbole batalionu

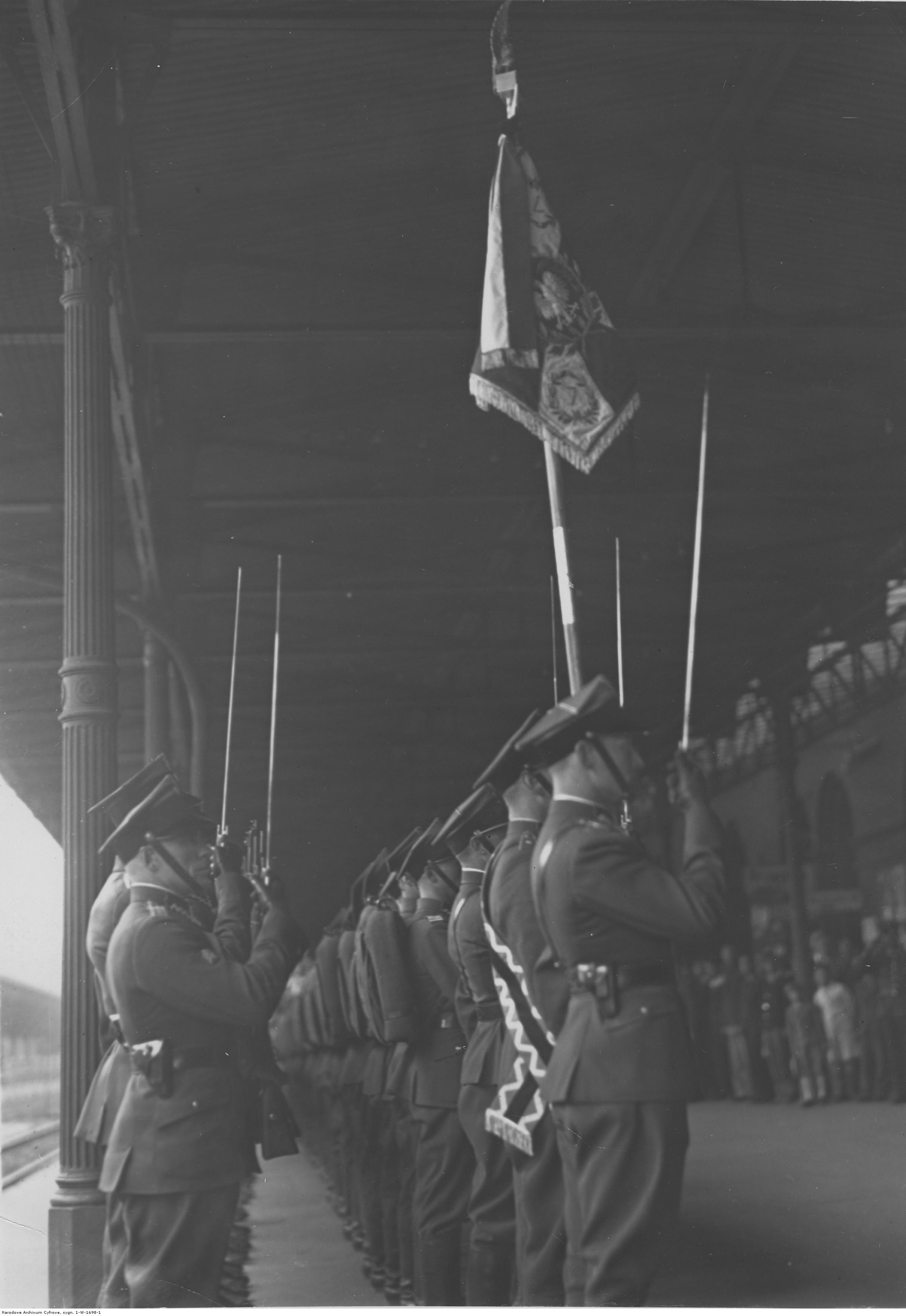
Święto 7 btlgr w Poznaniu 19 czerwca 1937. Poczet sztandarowy z nowym sztandarem na dworcu.

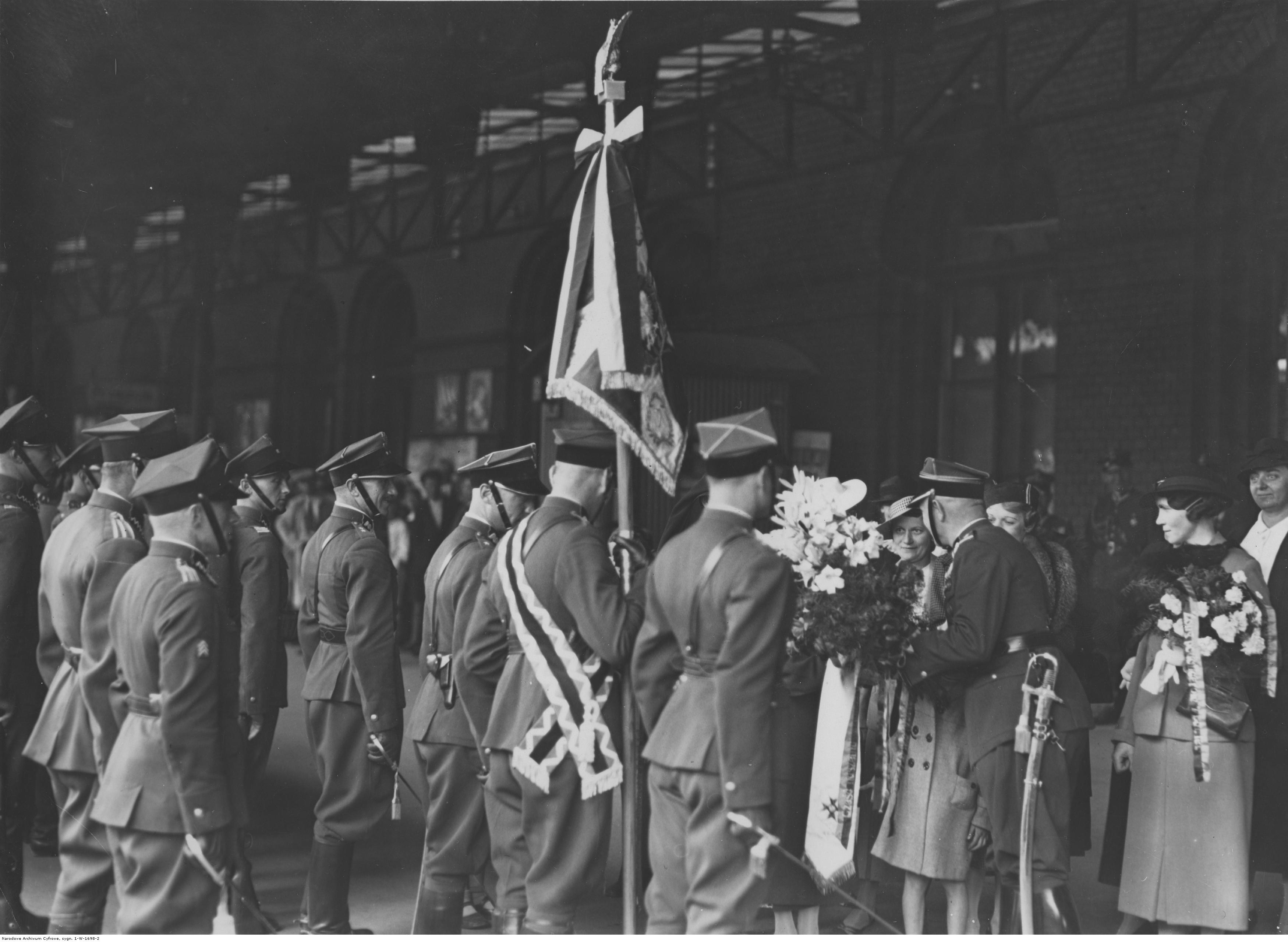
Święto 7 btlgr w Poznaniu. Powitanie sztandaru na dworcu przez panie z Rodziny Wojskowej. Po prawej ppłk Stanisław Jamka odbiera kwiaty.

### Sztandar
23 maja 1937 roku Prezydent RP Ignacy Mościcki zatwierdził wzór sztandaru 7 btlgr.

18 czerwca 1937 roku, w czasie uroczystości w Warszawie, marszałek Polski Edward Śmigły-Rydz wręczył dowódcy baonu sztandar ufundowany przez społeczeństwo Poznania. Ceremonię wręczenia sztandaru poprzedziła msza celebrowana przez biskupa polowego Józefa Gawlinę. Następnego dnia o 9.00 na dworcu głównym w Poznaniu odbyła się uroczystość powitania sztandaru, a następnie msza święta odprawiona w koszarach na Cytadeli. Po mszy żołnierzom służby czynnej i rezerwy oraz członkom komitetu, który ufundował sztandar, zostały wręczone odznaki pamiątkowe. Uroczystość zakończyła defilada. O godz. 13.00 odbył się obiad żołnierski, a wieczorem tego dnia apel poległych.
Na lewej stronie płatu sztandarowego są umieszczone: w prawym górnym rogu na tarczy wizerunek Matki Boskiej Częstochowskiej, w lewym górnym rogu na tarczy znak wojsk łączności, w prawym dolnym rogu na tarczy herb Poznania, w lewym dolnym rogu na tarczy odznaka pamiątkowa 7 baonu telegraficznego, na dolnym ramieniu krzyża kawalerskiego napis: „Poznań 15 I 1919”.
Wrześniowe losy sztandaru opisane są w dwóch notatkach.
Relacja z Banknock: cyt.: „6 Batalion Telegraficzny, 7 Batalion Telegraficzny. – Sztandary przewiezione zostały we wrześniu 1939 na Węgry przez mjra Eugeniusza Łysaka, po czym drogą dyplomatyczną odesłane do Francji”.
Notatka ppor. J. Dobrowolskiego, ppor. Jana Kapsa i mjr. E. Łysaka sporządzona w obozie w Csiz-Furdo 13 października 1939: cyt.: „Stwierdzamy, że w dniu 13.X.1939 r. zostały przekazane przez mjr. Eugeniusza Łysaka panu gen. bryg. Dembińskiemu, komendantowi obozu internowanych na Węgrzech 2 (dwa) sztandary wojskowe, tj. 6 Baonu Telegr. Jarosław i 7 Baonu Telegr. Poznań”.

Sztandar aktualnie eksponowany jest w Instytucie gen. Sikorskiego w Londynie.

### Odznaka pamiątkowa
30 maja 1930 roku minister spraw wojskowych, marszałek Polski Józef Piłsudski zatwierdził wzór i regulamin odznaki pamiątkowej 7 btlgr.

Odznaka o wymiarach 42x42 mm ma kształt krzyża maltańskiego z wciętymi krawędziami zewnętrznymi ramion. Pośrodku krzyża odlany srebrny orzeł wz. 1927 w otoku z dwóch gałązek zielono emaliowanych liści wawrzynu. Na ramionach wypełnionych czarną emalią z niebieskim emaliowanym obrzeżem wpisano datę utworzenia oddziału „1919”, numer i inicjały „7 B T”. Dwuczęściowa – oficerska wykonana w srebrze, emaliowana.